# 鬼死骸
鬼死骸（おにしがい）は、現在の岩手県一関市の南町、千代田町、台町及び真柴の一部の地域にかつて存在した鬼死骸村に当たる地域。

## 概要
奈良時代から村落があったと言い伝えられ、当時は吾勝郷桜野荘と呼ばれていた。
801年（延暦20年）、蝦夷征伐のため陸奥国へ侵攻した坂上田村麻呂が大武丸を討伐し、その亡骸を埋めたことに由来して鬼死骸と呼ばれるようになったと言い伝えられている。ただし史実に基づく地名伝説ではなく、霧山禅定（衣川村）などと同じく江戸時代の東北地方で盛んにかたられた奥浄瑠璃『田村三代記』の内容と直接関係しつつ江戸時代以降に創出された田村語りに基づく地名伝説である。なお近隣の坂上田村麻呂伝説として、大武丸を斬首した際に首が飛んで落ちたところが現在の宮城県大崎市の鬼首（）であるとする説がある。
本来は鬼死骸は一関、二関、三関を含んだ地を称した。
明治維新の折に、行政村としても鬼死骸村と呼称するようになったが、1875年（明治8年）10月に、水沢県による村落統合で牧沢村と合併し、真柴村となった。1889年（明治22年）4月1日には町村制施行に伴い、近隣地域との合併で真滝村が発足した。
その後も通称として鬼死骸という地域名は残り、栗原市民バスの鬼死骸停留所が2016年（平成28年）3月末まで存在していた。
2019年（令和元年）には、漫画『鬼滅の刃』の人気にあやかり、3か年計画による地域おこしが図られた。2021年にはバスツアーが実施された。

## 地理
大武丸の埋葬地には「鬼石」とよばれる巨石を置いたとされ、近くにはあばら骨が埋められた場所と伝えられる「肋石」と坂上田村麻呂が平安を祈願して勧請したとされる鹿島神社があり、鬼石共々現在に至るまで同じところにある。
1818年（文化15年）に仙台藩士佐藤勇右衛門が仙台藩に提出した鬼死骸村絵図の控えによれば、村を有壁海道（奥州街道、現国道4号）が縦貫し、村内で金沢（）村（現花泉町）に通じる金沢街道（現国道342号）が分岐し、村の西側を迫（）街道が通っていたとされる。

## 観光名所
- 鬼石 - 大武丸の亡骸を埋めたとされる場所[1]。
- 鹿島神社 - 801年（延暦20年）に坂上田村麻呂が大武丸を討伐した後に勧請した神社。
- 鬼死骸八幡神社 - 1062年（康平5年）に源頼義が勧請した神社[6]。
- 鬼死骸停留所 - 町おこしの一環で整備された休憩所[9]。
- 豊吉之墓 - 東北地方で初期の頃に人体解剖された罪人の墓。一関市指定有形文化財。

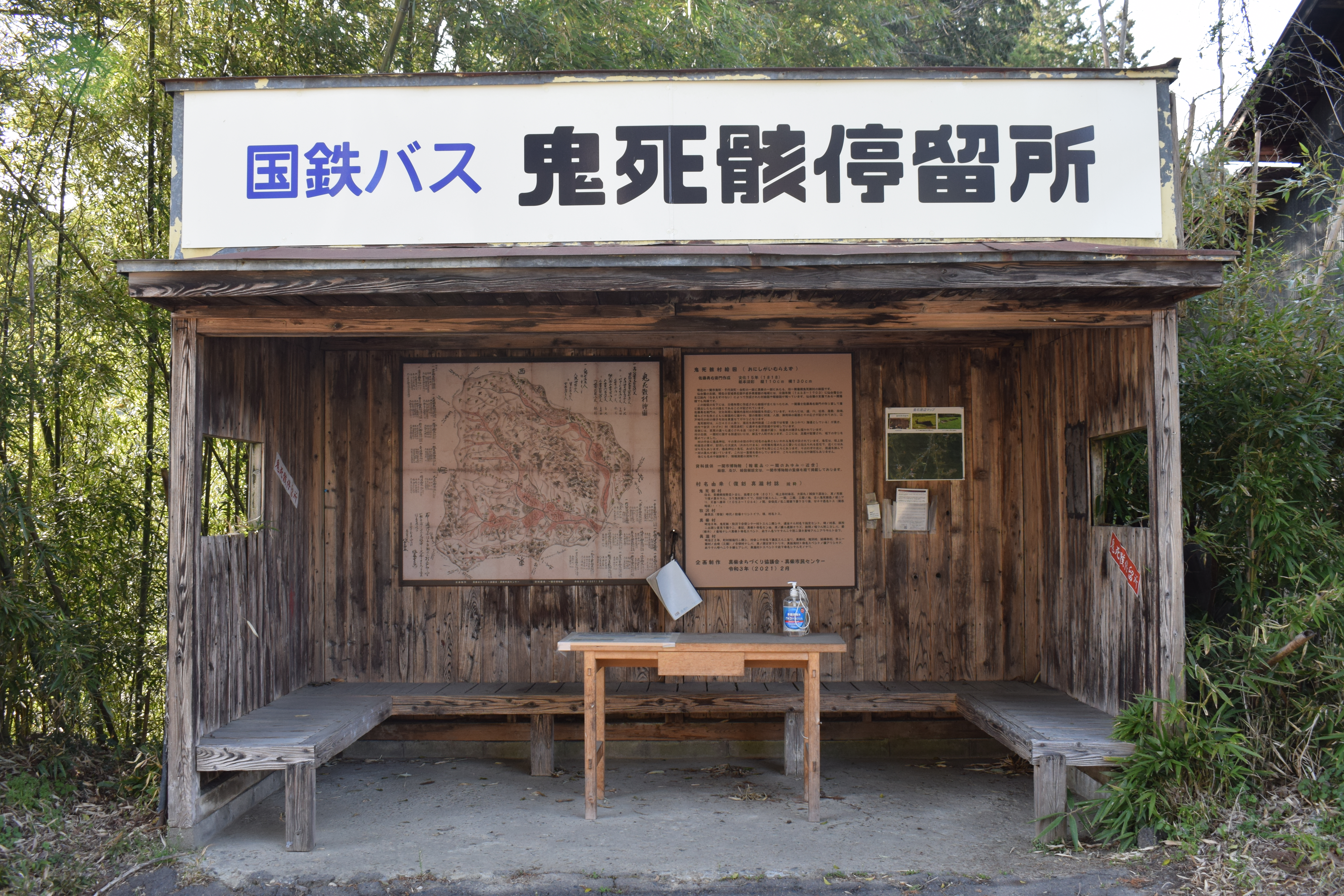
鬼死骸停留所
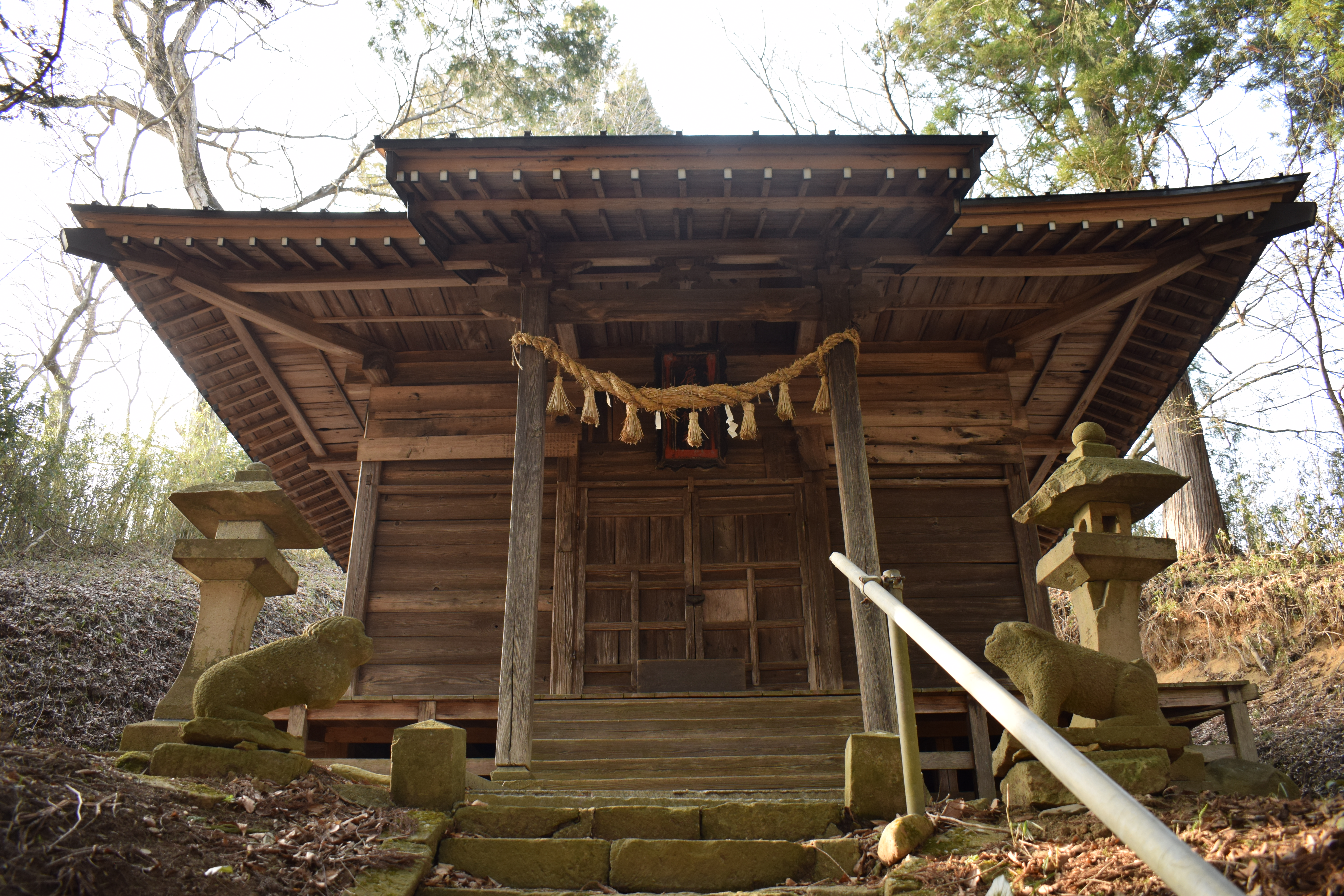
鹿島神社
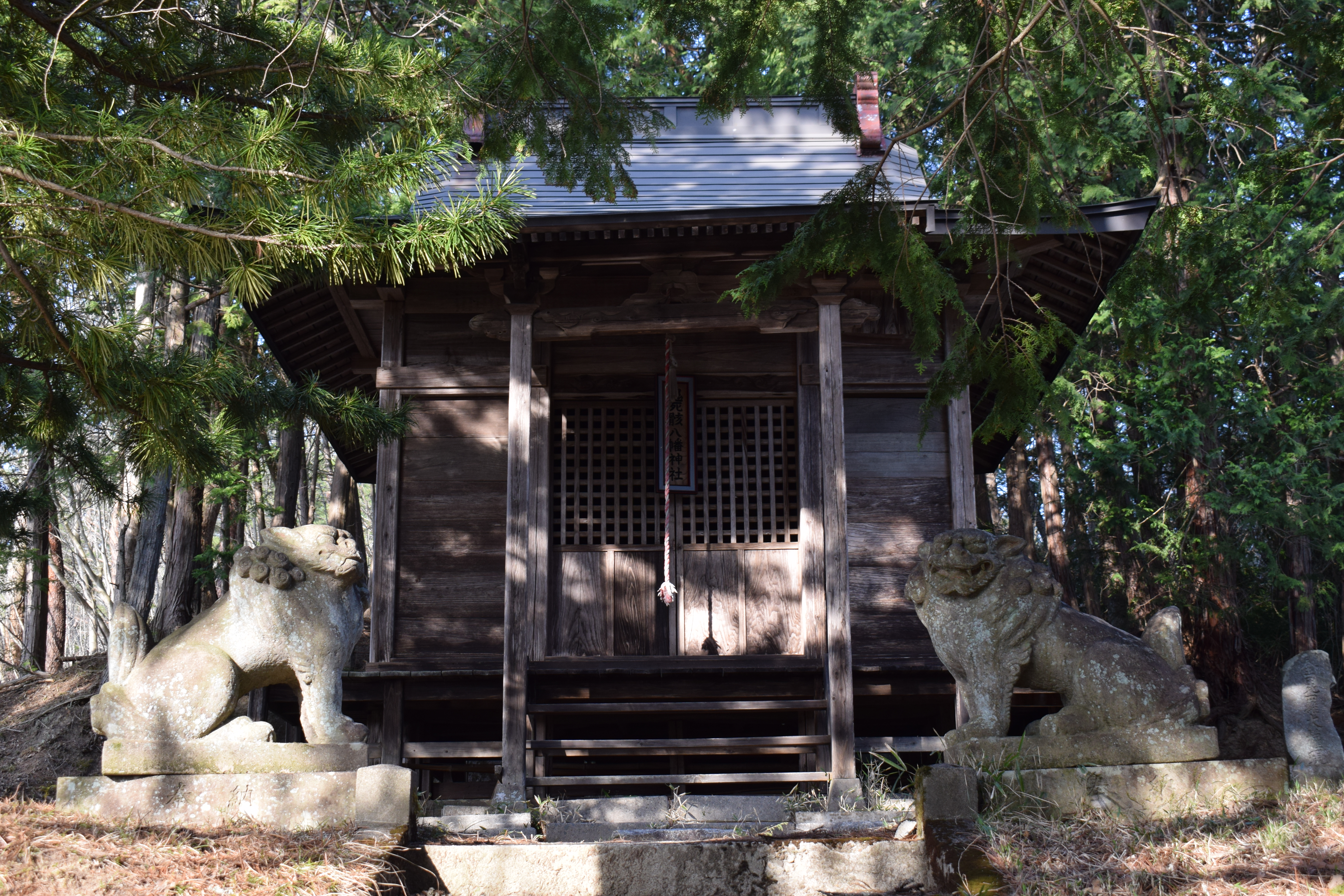
鬼死骸八幡神社
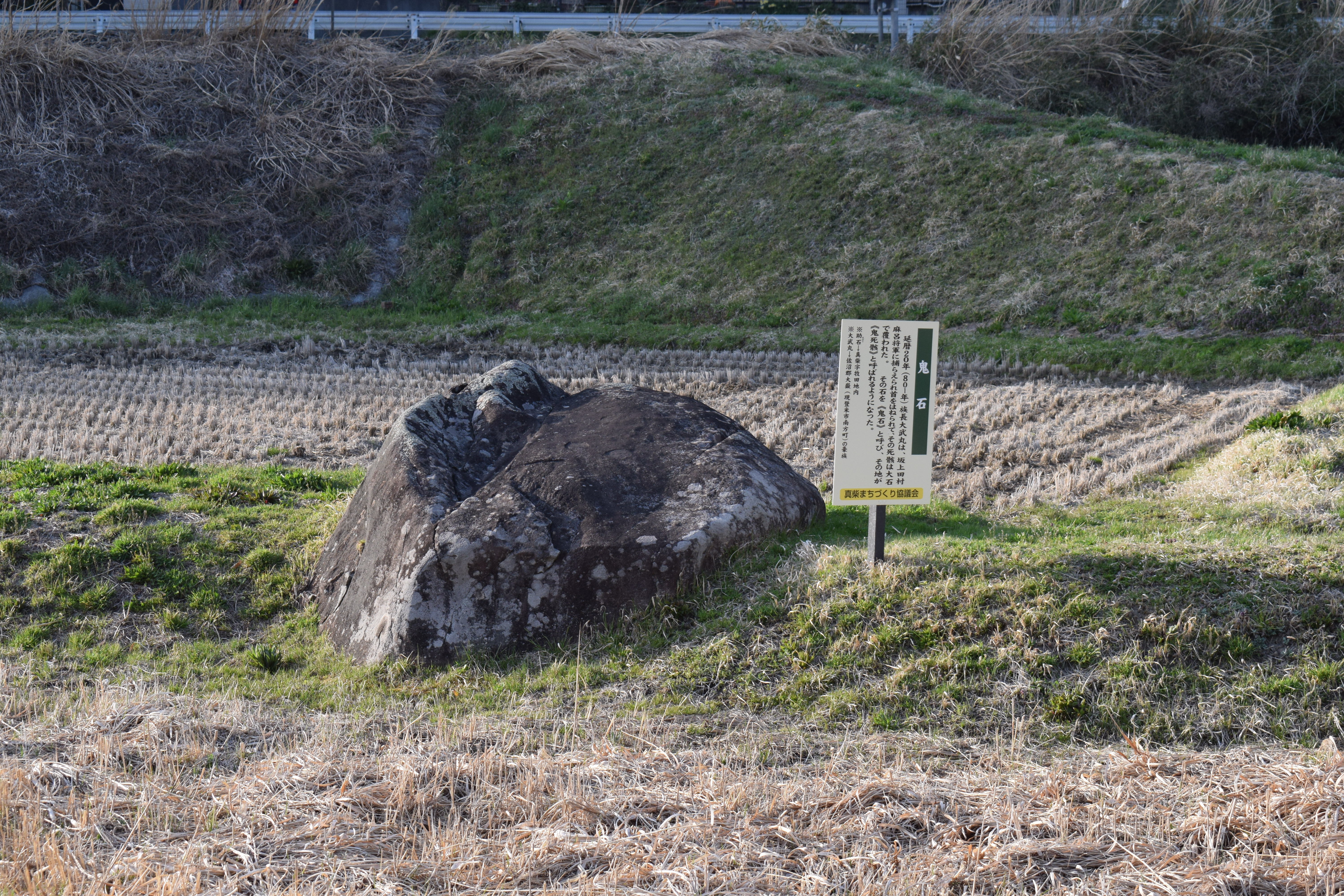
鬼石
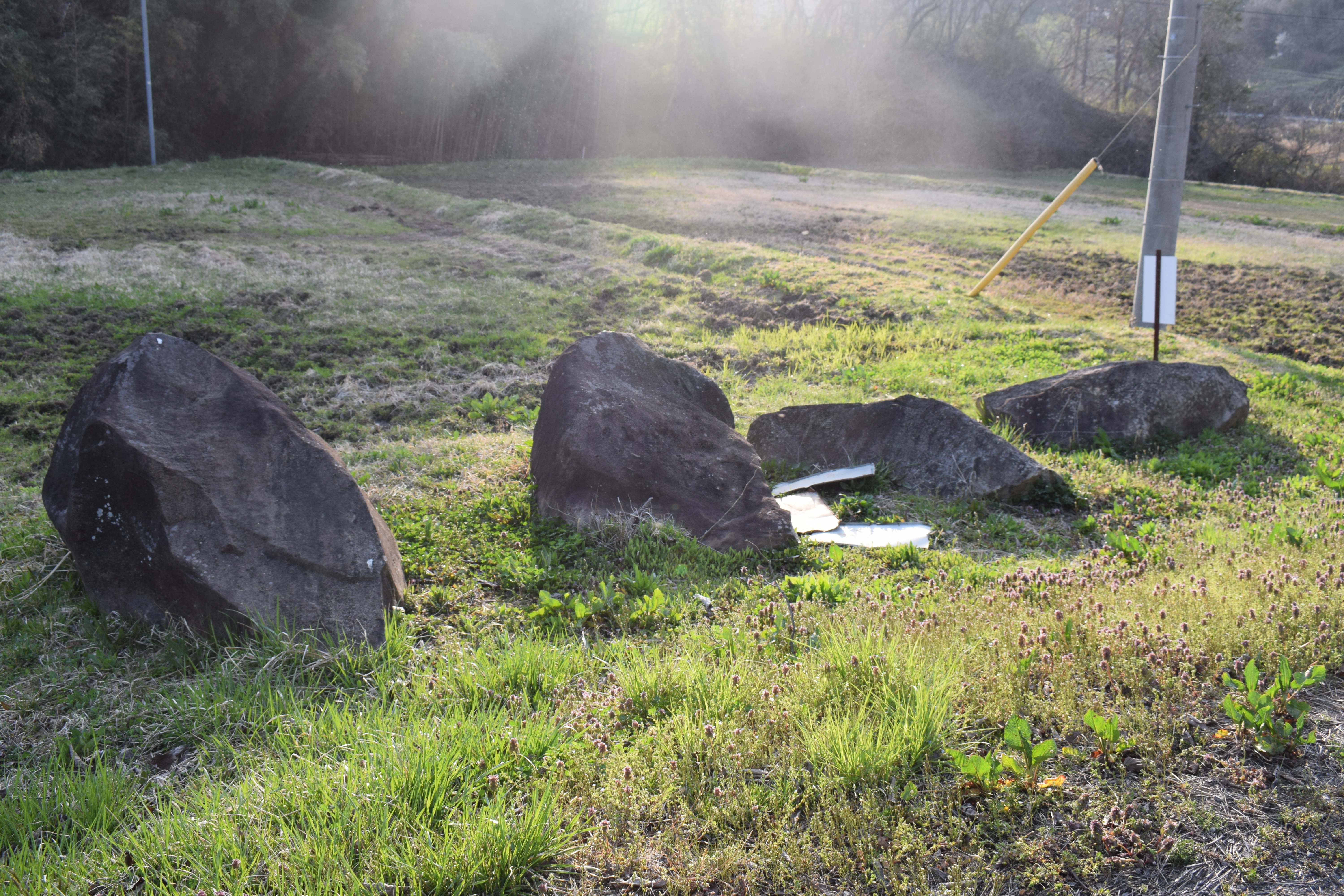
肋石（写真右の石）
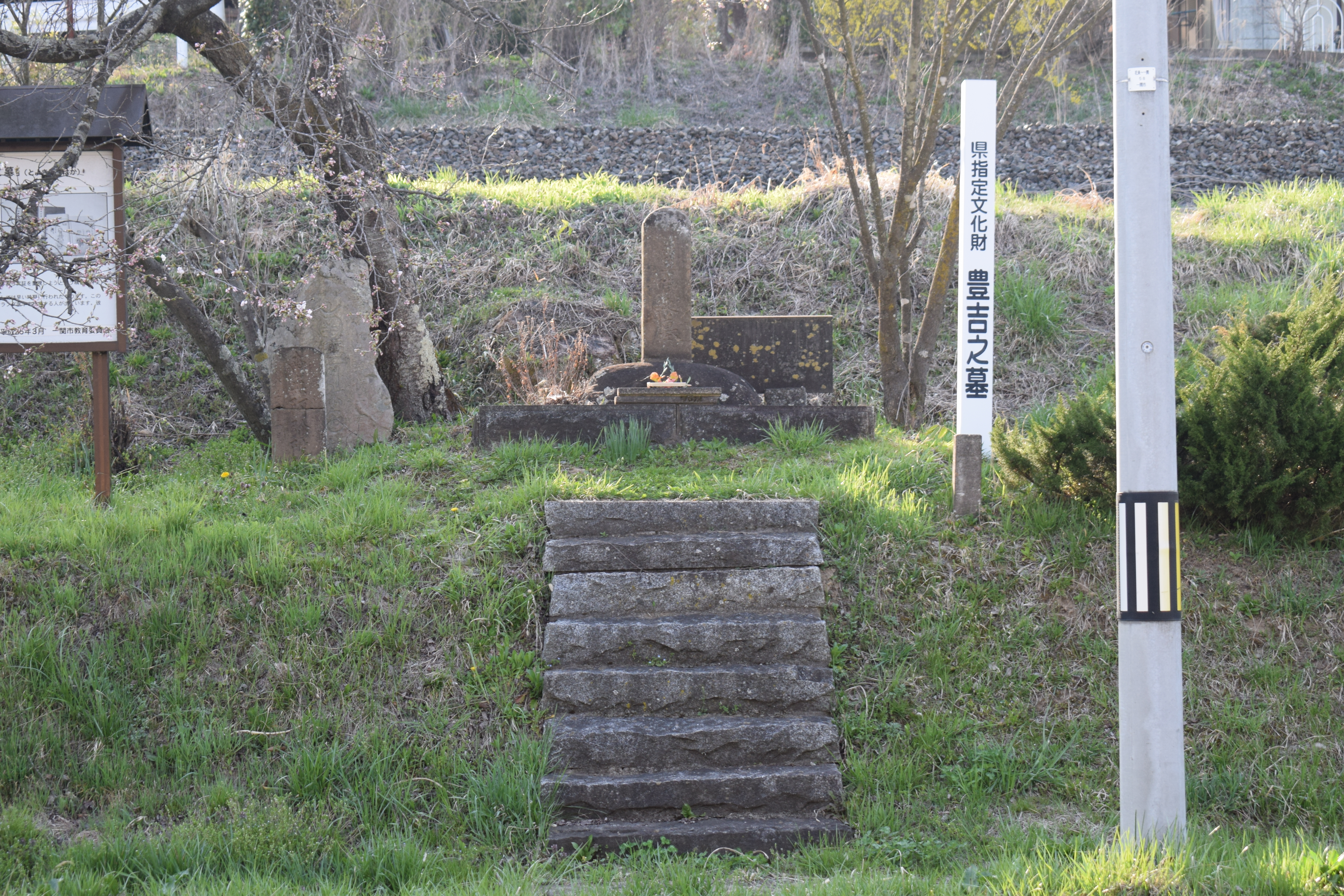
豊吉之墓
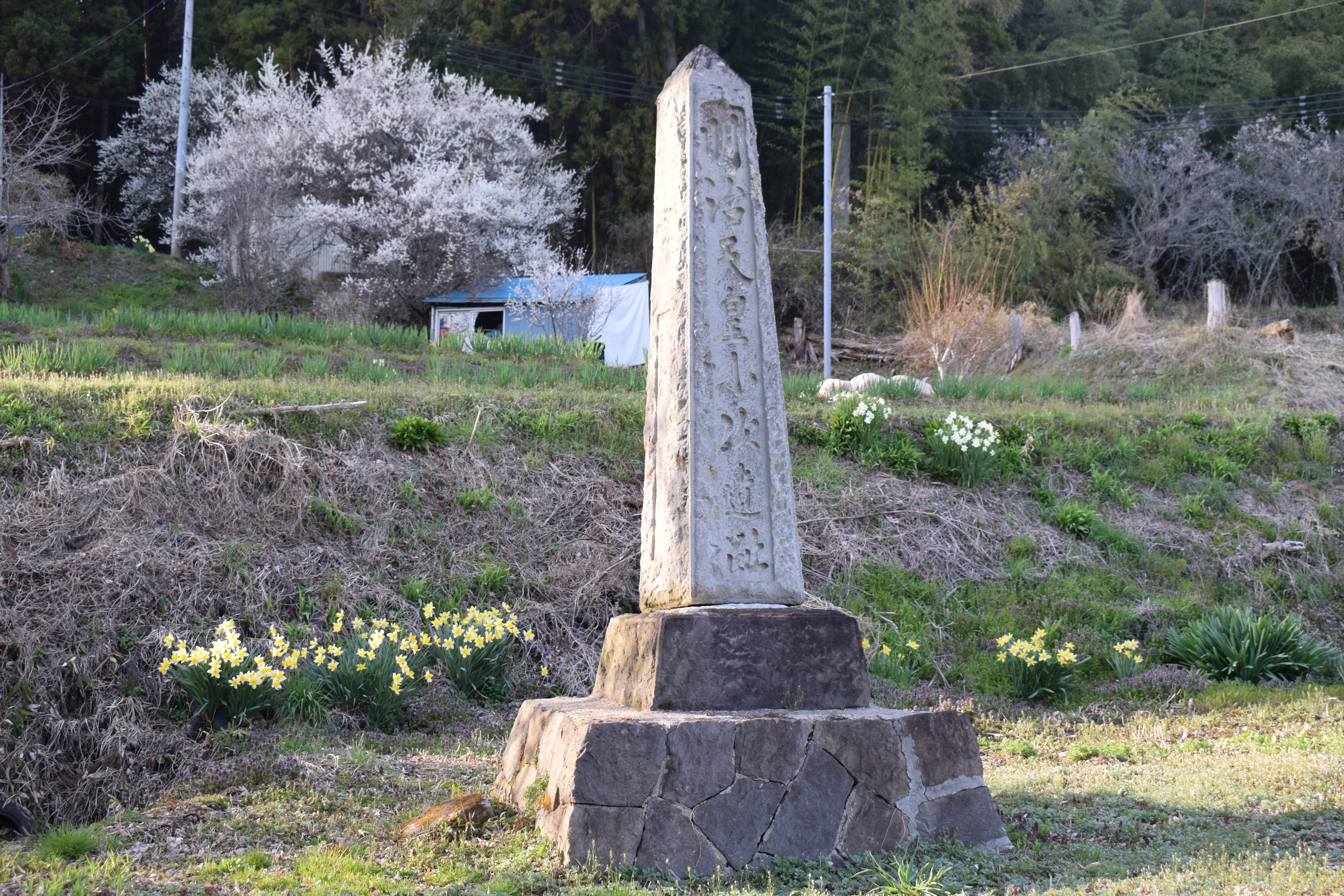
明治天皇野立の所跡。1876年（明治9年）に岩倉具視、木戸孝允らを引き連れた奥州巡幸の際に休憩をとった場所。1881年（明治14年）の北海道・秋田・山形巡幸の際にもここで休息をとったとされている。

## 鬼死骸を舞台にした作品
- 『鬼死骸村の殺人』（吉村達也）